# Heidehof (Dresden)
Der Heidehof ist eine Ortslage des Dresdener Stadtteils Langebrück ohne gebietskörperschaftlichem Status.

## Geschichte
Die Ortslage Heidehof entstand Anfang der 1930er Jahre westlich des alten Dorfkerns auf einem Gelände zwischen dem Bahndamm der Bahnstrecke Görlitz–Dresden und der Dresdner Straße (S 180). Das Wohngebiet erfuhr ab 1993 eine Erweiterung, als das nahe Infineon-Werk Dresden neue Mitarbeiter einstellte.
Auf den noch vorhandenen Freiflächen wurde mit dem Bau einer Reihenhaussiedlung begonnen. In diesem Zusammenhang entstanden auch einige neue Straßen, die teilweise nach bekannten Langebrücker Persönlichkeiten benannt wurden.

## Neue Straßen
- Georg-Kühne-Straße (Ehemaliger Bürgermeister Langebrücks)

- Neulußheimer Straße (Partnergemeinde von Langebrück)
- Schaberschulstraße (Kunstmaler Max Schaberschul)

Koordinaten: 51° 8′ N, 13° 49′ O